# Alexander Kaschirin
Alexander Kaschirin (russisch Александр Каширин; * 16. November 1983, Oblast Kuibyschew) ist ein russischer Handballspieler.
Der 1,93 Meter große und 95 Kilogramm schwere rechte Rückraumspieler steht bei Medwedi Tschechow unter Vertrag. Mit diesem Verein spielte er in der EHF Champions League (2009/10).
Alexander Kaschirin stand im Aufgebot für die russische Nationalmannschaft für die Europameisterschaft 2010.